# Liste der Biografien/Cond
Liste der Biografien |
Portal Biografien |
Personensuche
# |
A |
B |
C |
D |
E |
F |
G |
H |
I |
J |
K |
L |
M |
N |
O |
P |
Q |
R |
S |
T |
U |
V |
W |
X |
Y |
Z |
?
 
Ca |
Cb |
Cc |
Ce |
Ch |
Ci |
Cj |
Ck |
Cl |
Cm |
Cn |
Co |
Cr |
Cs |
Ct |
Cu |
Cv |
Cw |
Cy |
Cz
 
Coa–Cod |
Coe–Cok |
Col |
Com |
Con |
Coo–Coq |
Cor |
Cos |
Cot |
Cou |
Cov |
Cow |
Cox |
Coy |
Coz
 
Cona |
Conb |
Conc |
Cond |
Cone |
Conf |
Cong |
Conh |
Coni |
Conj |
Conk |
Conl |
Conn |
Cono |
Conq |
Conr |
Cons |
Cont |
Conu |
Conv |
Conw |
Cony |
Conz
Die Liste der Biografien führt alle Personen auf, die in der deutschsprachigen Wikipedia einen Artikel haben. Dieses ist eine Teilliste mit 101 Einträgen von Personen, deren Namen mit den Buchstaben „Cond“ beginnt.

## Cond

### Conda
- Condanari-Michler, Slavomir (1902–1974), österreichischer Rechtswissenschaftler
- Condat, Georges (1924–2012), französisch-nigrischer Politiker und Diplomat
- Condat, Marthe (1886–1939), französische Ärztin

### Conde
- Conde Alfonzo, Rafael Ramón (1943–2020), venezolanischer Geistlicher, römisch-katholischer Bischof von Maracay
- Condé, Alpha (* 1938), guineischer Politiker und DiplomatAlpha Condé (* 1938)

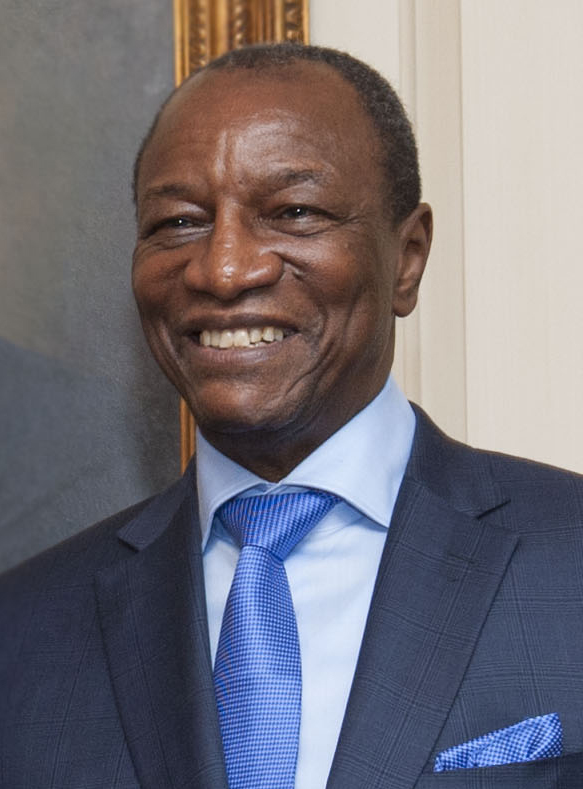
Alpha Condé (* 1938)

- Condé, Amara (* 1997), deutsch-guineischer Fußballspieler
- Conde, Anabel (* 1975), spanische Sängerin
- Condé, Bruno (1920–2004), französischer Höhlenforscher und Zoologe
- Conde, Carmen (1907–1996), spanische Dichterin, Schriftstellerin und Lehrerin
- Condé, Cheick (* 2000), guineischer Fußballspieler
- Conde, Edmundo, uruguayischer Kanute
- Conde, Estéban (* 1983), uruguayischer Fußballspieler
- Condé, Gérard (* 1947), französischer Komponist, Musikkritiker und -wissenschaftler
- Conde, Gregorio, uruguayischer Politiker
- Condé, Henri Jules de Bourbon, prince de (1643–1709), Fürst von Condé
- Condé, Laya-Alama (1969–2005), sierra-leonischer Asylbewerber
- Condé, Louis Philippe d’Orléans, prince de (1845–1866), Fürst von Condé
- Conde, Martín (* 1971), argentinischer Beachvolleyballspieler und Weltmeister
- Condé, Maryse (1934–2024), französische SchriftstellerinMaryse Condé (1934–2024)

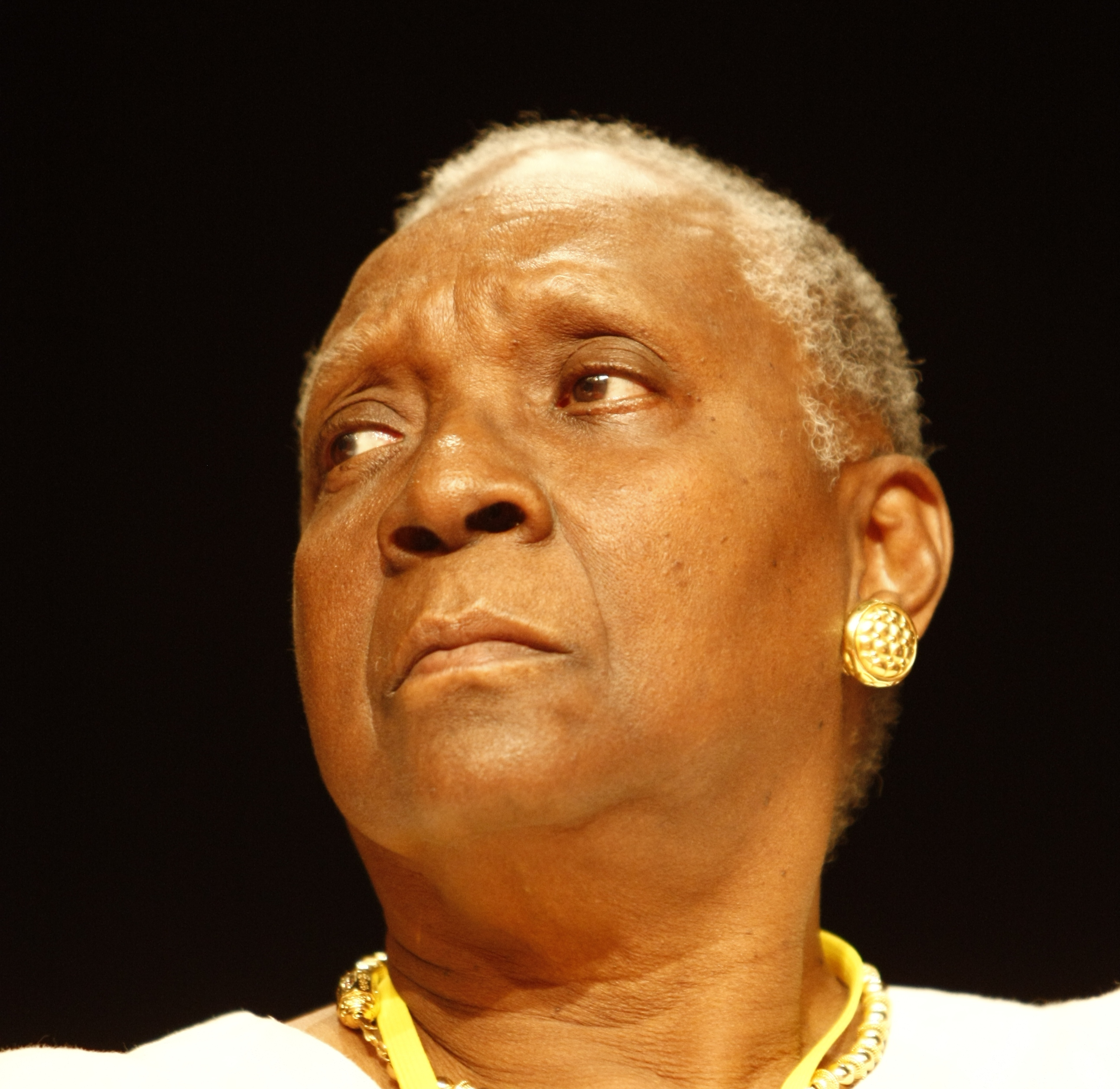
Maryse Condé (1934–2024)

- Condé, Miguel (* 1939), US-amerikanisch-spanischer figurativer Maler und Graveur mexikanischer Herkunft
- Conde, Patricia (* 1979), spanische Komikerin, Mannequin, Showmasterin und Schauspielerin
- Conde, Rodrigo (* 1997), spanischer Ruderer
- Conde, Rory Enrique (* 1965), US-amerikanischer Serienmörder
- Condé, Sandali (* 2003), guineischer Fußballspieler
- Condé-Turpin, Esther (* 1996), französische Siebenkämpferin
- Condell, Heinz A. (1905–1951), deutscher Bühnenbildner und Kostümbildner
- Condell, Henry († 1627), englischer Schauspieler
- Condell, Pat (* 1949), britischer Stand-Up Comedian, Schriftsteller und Internetaktivist
- Condello, Pasquale (* 1950), italienischer Mafioso
- Condemayta, Tomasa Tito († 1781), peruanische Königin und Aufständische
- Conder, Charles (1868–1909), Maler
- Conder, Claude Reignier (1848–1910), britischer Offizier und Palästinaforscher
- Conder, Josiah (1852–1920), britischer Architekt in Japan
- Condes, Florante (* 1980), philippinischer Boxer

### Condi
- Condict, Lewis (1772–1862), US-amerikanischer Politiker
- Condict, Silas (1738–1801), US-amerikanischer Politiker
- Condie, Ally (* 1978), US-amerikanische Romanautorin
- Condie, Kent (* 1936), US-amerikanischer Geologe
- Condie, Kyra (* 1996), US-amerikanische Sportkletterin
- Condie, Richard (* 1942), kanadischer Animator, Filmproduzent, Drehbuchautor und Regisseur
- Condillac, Étienne Bonnot de (1714–1780), französischer Philosoph der AufklärungÉtienne Bonnot de Condillac (1714–1780)

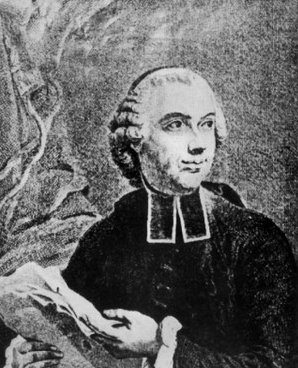
Étienne Bonnot de Condillac (1714–1780)

- Condinanzi, Massimo (* 1964), italienischer Jurist, Hochschullehrer und Richter am Europäischen Gerichtshof
- Condio, Filippo (1862–1921), italienischer Archivar
- Condit, Gary (* 1948), US-amerikanischer Politiker
- Condit, John (1755–1834), US-amerikanischer Politiker
- Condit, Silas (1778–1861), US-amerikanischer Politiker
- Conditt, Otto (1810–1877), deutscher Gymnasiallehrer und Beamter in der preußischen Schulverwaltung
- Condivi, Ascanio (1525–1574), italienischer Maler und Autor

### Condo
- Condo, George (* 1957), US-amerikanischer Maler
- Condo, Lou (1948–2014), australischer Snooker- und Poolbillardspieler
- Condominas, Georges (1921–2011), französischer Ethnologe
- Condon, Allyn (* 1974), britischer Sprinter und Bobfahrer
- Condon, Bill (* 1955), US-amerikanischer Filmregisseur, Drehbuchautor und Filmproduzent
- Condon, Colm (1921–2008), irischer Jurist
- Condon, Eddie (1905–1973), US-amerikanischer Gitarrist
- Condon, Edward (1902–1974), US-amerikanischer Physiker
- Cóndon, Fernando (* 1955), uruguayischer Komponist und Dirigent
- Condon, Francis (1891–1965), US-amerikanischer Jurist und Politiker
- Condon, Graham (1949–2007), neuseeländischer Politiker und paralympischer Sportler
- Condon, Herbert Thomas (1912–1978), australischer Ornithologe und Museumskurator
- Condon, Jackie (1918–1977), US-amerikanischer Schauspieler
- Condon, James (1923–2014), australischer Schauspieler
- Condon, Jennifer (* 1983), australische Dirigentin und Souffleuse
- Condon, John (1889–1919), britischer Boxer
- Condon, John († 1915), jüngster Gefallener der Alliierten im Ersten Weltkrieg
- Condon, Kerry (* 1983), irische SchauspielerinKerry Condon (* 1983)

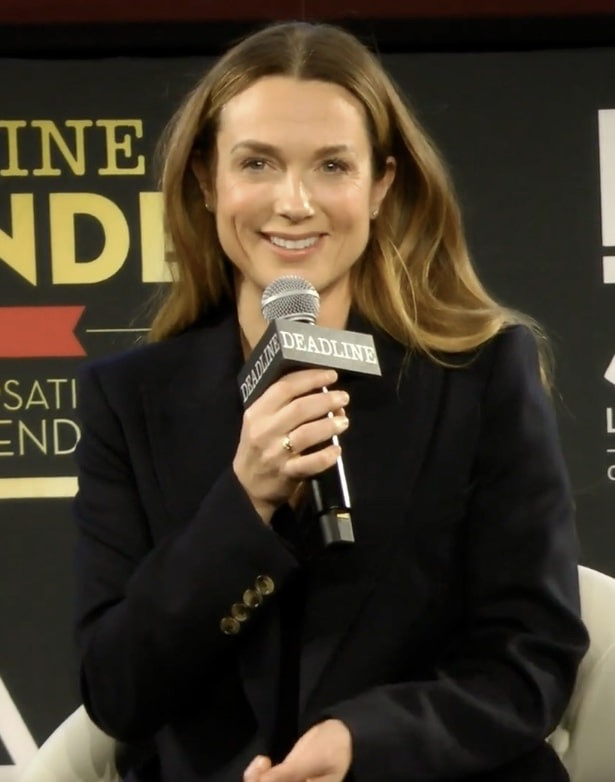
Kerry Condon (* 1983)

- Condon, Les (1930–2007), britischer Jazzmusiker
- Condon, Liam (* 1968), irischer Manager
- Condon, Mike (* 1990), US-amerikanischer Eishockeytorwart und -trainer
- Condon, Paul, Baron Condon (* 1947), britischer Polizist
- Condon, Richard (1915–1996), US-amerikanischer Autor
- Condon, Robert (1912–1976), US-amerikanischer Politiker
- Condon, William, Pirat
- Condon, William Joseph (1895–1967), US-amerikanischer Geistlicher und römisch-katholischer Bischof von Great Falls
- Condon, Zach (* 1986), US-amerikanischer Komponist, Musiker und Sänger
- Condor, Lana (* 1997), vietnamesisch-amerikanische SchauspielerinLana Condor (* 1997)

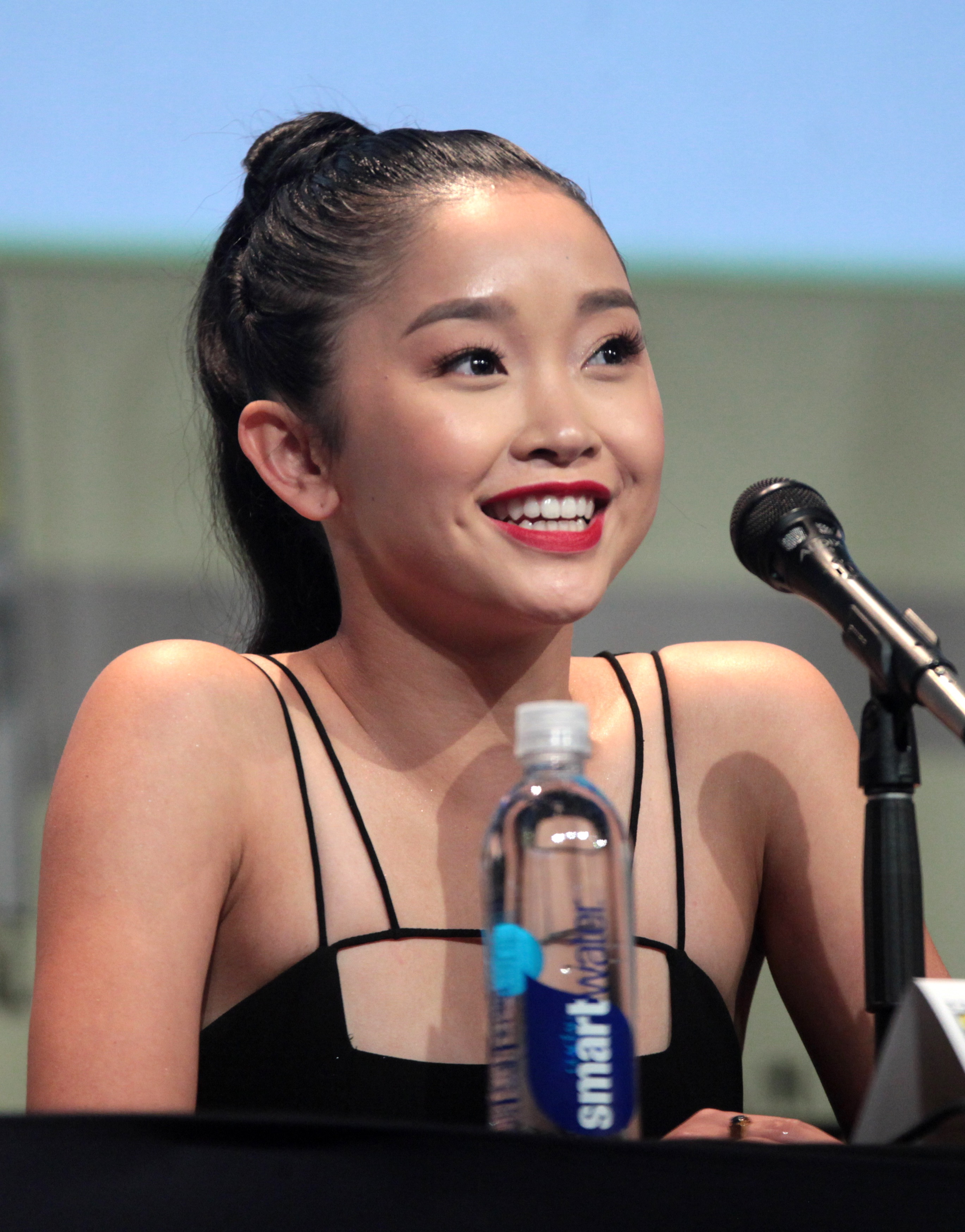
Lana Condor (* 1997)

- Condorcanqui, José Gabriel (1738–1781), Führer des Indianeraufstands 1780/81 in Peru
- Condorcet, Marie Jean Antoine Nicolas Caritat, Marquis de (1743–1794), französischer Philosoph, Mathematiker, Politiker und Kommunikationstheoretiker
- Condorcet, Sophie Marie Louise de Grouchy, marquise de (1764–1822), französische Salonière, Übersetzerin und Philosophin
- Condorelli, Santo (* 1995), kanadisch-italienischer Schwimmer
- Condori Calle, Sabina Hilda (* 1967), bolivianische Politikerin, Mitglied des Abgeordnetenhauses
- Condori Chuchi, Benigno (* 1971), peruanischer römisch-katholischer Ordensgeistlicher, Prälat von Ayaviri
- Condorussi, Eleonore (1803–1873), österreichische Schauspielerin
- Condos, James C. (* 1951), US-amerikanischer Politiker
- Condou, Charlie (* 1973), britischer Schauspieler
- Condouant, André (1935–2014), französischer Jazzgitarrist

### Condr
- Condra, Erik (* 1986), US-amerikanischer Eishockeyspieler
- Condra, Julie (* 1970), US-amerikanische Schauspielerin
- Condrau, Dominic (* 1999), Schweizer Ruderer
- Condrau, Flurin (* 1965), Schweizer Medizinhistoriker
- Condrau, Gion (1919–2006), Schweizer Psychiater, Arzt und Psychotherapeut
- Condrau, Josef (1894–1974), Schweizer Politiker (CVP), Journalist, Verleger und Medienmanager
- Condrau, Placi (1819–1902), Bündner Politiker und Publizist
- Condren, Charles de (1588–1641), französischer römisch-katholischer Theologe und zweiter Generalsuperior des Französischen Oratoriums
- Condron, Michael (* 1985), kanadisch-britischer Schauspieler
- Condrus, Wolfgang (* 1941), deutscher Film- und Theaterschauspieler sowie Synchron- und Hörspielsprecher

### Condu
- Conduah, Edwin († 2007), ghanaischer Fußballspieler
- Conduitt, John (1688–1737), englischer Parlamentsabgeordneter
- Condula, Maximilian (* 1936), deutscher Werbedesigner
- Condulmer, Cristina, Dogaressa von Venedig
- Condulmer, Francesco († 1453), venezianischer Geistlicher, Kardinal